# Wasserkraftwerk am Stadtbach
Das Wasserkraftwerk am Stadtbach nutzt die Wasserkraft des Augsburger Stadtbachs, der zu den Lechkanälen in Augsburg gehört. Es wurde ursprünglich zum Betrieb der Baumwollspinnerei am Stadtbach errichtet und erzeugt heute elektrischen Strom für das öffentliche Stromnetz.
Das Kraftwerk ist das älteste von insgesamt drei Wasserkraftwerken, die im Laufe der Zeit der Spinnerei gehörten. Die anderen beiden sind das Wasserkraftwerk auf der Wolfzahnau und das Wasserkraftwerk am Proviantbach. Es ist ein geschütztes Baudenkmal und wurde als Teil des „Augsburger Wassermanagement-Systems“ am 6. Juli 2019 in die Welterbeliste der UNESCO aufgenommen.

## Lage
Das Wasserkraftwerk am Stadtbach befindet sich nördlich der Augsburger Altstadt im Stadtbezirk Rechts der Wertach des Stadtteils Augsburg-Oberhausen. Es ist an keiner öffentlichen Straße gelegen, sondern mitten in einem Gewerbegebiet, das an drei Seiten von der Sebastianstraße, der Stadtbachstraße und der Franz-Josef-Strauß-Straße umschlossen ist.
Der Stadtbach teilt dieses Gebiet in zwei industriell unterschiedlich genutzte Teile. Auf dem Gebiet zwischen dem Stadtbach und dem Proviantbach befand sich früher die Baumwollspinnerei am Stadtbach. Heute gehört es zum Papierhersteller UPM-Kymmene. An der Ostseite des Stadtbachs führen Gleise der Augsburger Localbahn direkt am Wasserkraftwerk vorbei.
Das Gebiet auf der anderen, südwestlichen Seite des Stadtbachs wurde früher von der Maschinenfabrik Augsburg-Nürnberg (MAN) genutzt. Die Fabrikhallen ihres Nachfolgers, der MAN Energy Solutions SE, sind bis direkt an den Stadtbach und an das Wasserkraftwerk am Stadtbach gebaut.

## Geschichte
Das bis heute in Betrieb befindliche Wasserkraftwerk ist zwar ein Neubau aus dem Jahre 1873, entstand jedoch hydrotechnisch und wasserrechtlich durch eine Vereinigung von zwei Vorgängerbauten.

### Vorgängerbauten
Der Unternehmer Ludwig Sander beantragte im Jahr 1846 beim Erwerb des Areals zwischen Stadt- und Proviantbach die Korrektur des Stadtbachverlaufs beim Magistrat der Stadt Augsburg. Im darauffolgenden Jahr wurde mit den Arbeiten begonnen. 1851 wurde die Spinnerei am Stadtbach als Aktiengesellschaft gegründet. Der Magistrat übertrug ihr am 3. Juni 1852 die Wasserrechte (Bezeichnung: Wasserrecht 50). Die Planung und Ausführung der ersten Wasserkraftanlage auf dem Fabrikareal, ca. 150 Meter südlich des Standorts des heutigen Kraftwerks, ging zügig voran. Diese erste Wasserkraftanlage am Stadtbach wurde noch mit einem Eisbach oder Eiskanal errichtet, der das im Winter anstehende Eis in einen Seitenarm des Kanals abführte. 1853 ging es, und mit ihm die Spinnerei, in Betrieb.
In der Baumwollspinnerei am Stadtbach wurde in großindustriellem Umfang Rohbaumwolle zu Garn gesponnen. Im Jahr 1865 arbeiteten 1200 Beschäftigte mit insgesamt 95.000 Spindeln und erwirtschafteten einen Umsatz von fünf Millionen Gulden. Die Augsburger Baumwollspinnerei am Stadtbach war damit die größte Spinnerei auf dem Gebiet des Deutschen Zollvereins. Die intensive Nutzung der Wasserkraft des Stadtbachs ermöglichte überhaupt erst den Betrieb und hatte Vorbildcharakter.
Eine weitere Wasserkraftanlage (Wasserrecht 49) arbeitete bis zum Beginn der 1870er Jahre am nahegelegenen kleineren Kanal Malvasierbach, der in den Stadtbach mündet, und war ebenfalls an ein Werksgebäude angebaut. Die zugehörigen Wasserrechte der beiden Standorte wurden bei der Errichtung des Neubaus am Stadtbach vereinigt und die Leistung der Vorgängerbauten gebündelt.

### Neubau

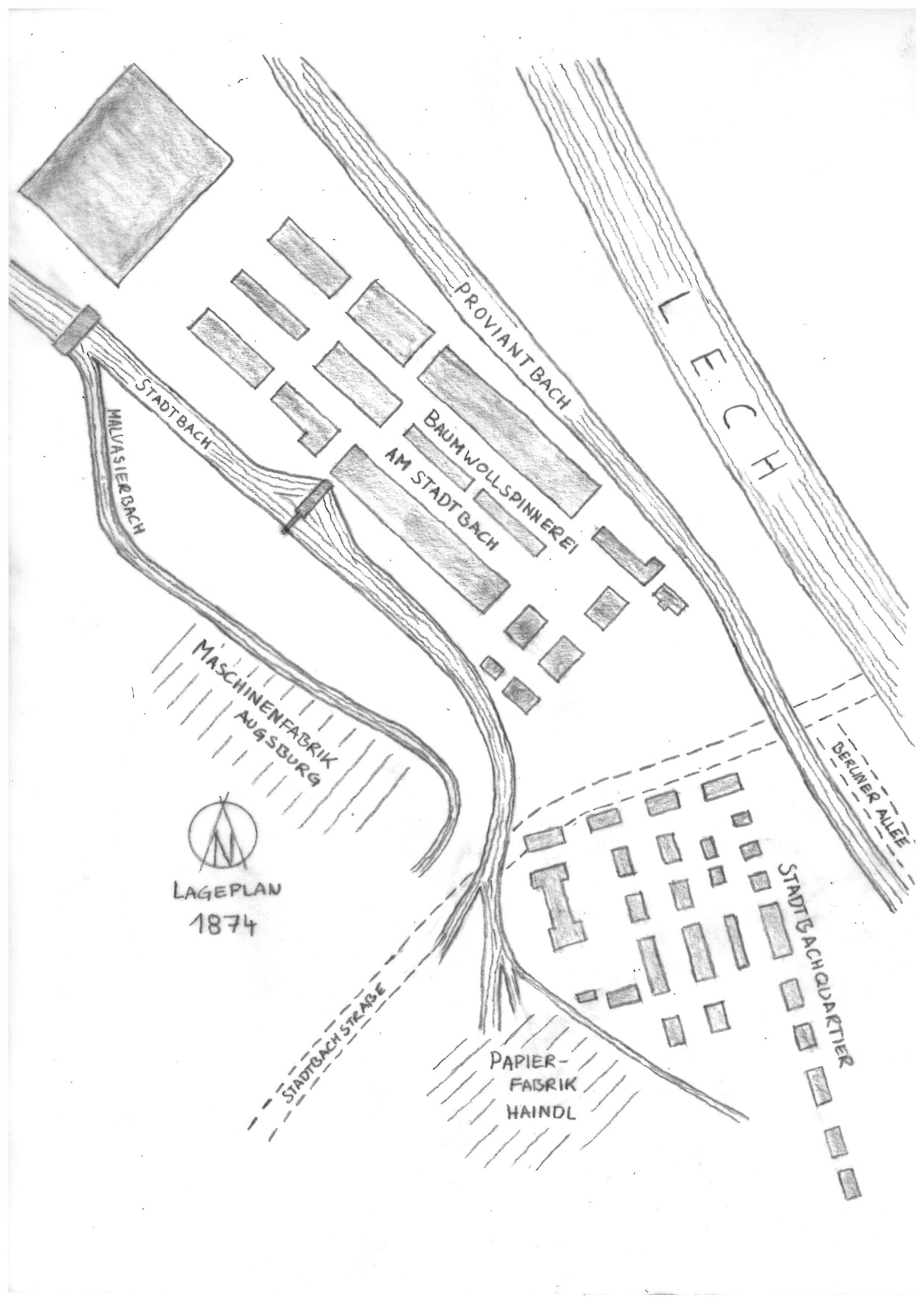
Lageplan der Baumwollspinnerei am Stadtbach, 1874. Die Wasserkraftanlage am Stadtbach befindet sich links oben, direkt nach dem Zusammenfluss der beiden Kanäle. Der Malvasierbach ist heute überbaut, aber immer noch vorhanden.

Für den Neubau wurde das Augsburger Unternehmen Thormann und Stiefel beauftragt. In den Unterlagen der Stadt trägt der Neubau, der zwischen 1873 und 1875 entstand, die Bezeichnung 49/50, was auf die beiden ursprünglich vorhandenen Wasserrechte verweist. Die eingebauten Wasserturbinen übertrugen die Wasserkraft über Königswellen, Getriebe, Transmissionen und Treibriemen auf die Spinnmaschinen der Fabrik.
Im Jahre 1907 erfolgte eine Erweiterung des Gebäudes und der Einbau eines Generators der Siemens-Schuckertwerke. Fortan versorgte das Wasserkraftwerk die Fabrik mit elektrischer Energie. Die Spinnerei ging in den 1930er Jahren an den Dierig-Konzern über. 
In den 1990er Jahren verkaufte Dierig das Wasserkraftwerk, worauf es technisch umgebaut wurde. Dabei wurden zwei Kaplan-Turbinen mit vertikaler Welle und zwei Generatoren des österreichischen Unternehmens Kössler in Betrieb genommen. Die gewonnene Energie wird heute in das öffentliche Stromnetz eingespeist. Durch die beiden Turbinen fließen bis heute maximal 16,20 Kubikmeter Wasser pro Sekunde bei einer Fallhöhe von 3,95 Metern. Die maximale Leistung der beiden Zwillingsturbinen wird mit 825 PS angegeben.
Der alte Generator der Siemens-Schuckertwerke ist noch als Schaustück erhalten.

## Architektur
Das Wasserkraftwerk wurde ursprünglich als freistehendes Bauwerk errichtet. Später wurden die MAN-Fabrikhallen bis an das Kraftwerk angebaut.
Der eingeschossige Massivbau aus roten und gelben Sichtziegeln mit Flachdach und Rundbogenfenstern, der durch gemauerte Rundbogenfriese, Ecklisenen und Fensterstürze gegliedert ist, wurde zwischen 1873 und 1875 über einem winkelförmigen Grundriss errichtet und 1907 erweitert.